# کوه بوگاگ
کوه بوگاگ (به کره‌ای: 북악산)، یک کوه در کره جنوبی است که در سئول واقع شده‌است. بوگاگ ۳۴۲ متر بالاتر از سطح دریا واقع شده‌است.